# Petristraße 13 (Hofgeismar)

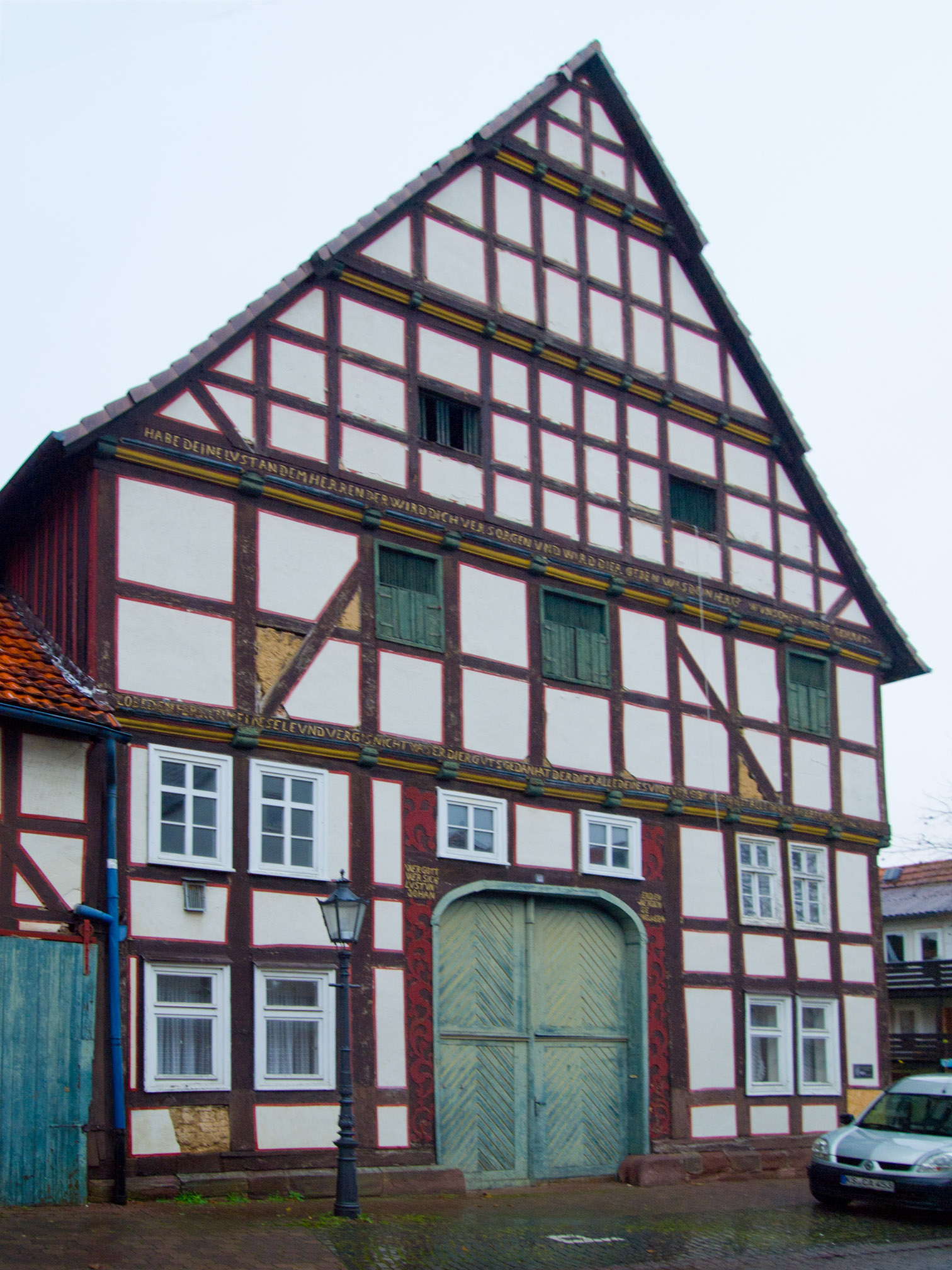
Gebäude Petristraße 13 in Hofgeismar

Das Gebäude Petristraße 13 in Hofgeismar, einer Stadt im Landkreis Kassel in Nordhessen, wurde 1684 errichtet. Das Diemelsächsische Bauernhaus ist ein geschütztes Kulturdenkmal.
Der zweigeschossige Ständerunterbau mit abgezimmertem Bansengeschoss und dreigeteiltem Giebeldreieck besteht aus einem regelmäßigen kräftigen Fachwerk mit überblatteten Streben an den Eckpfosten. Im dritten Geschoss sind Streben an Bundpfosten. Die Geschossüberstände sind mit profilierten Füllhölzern und Unterkanten der Schwellen und Balkenköpfe versehen. 
Das segmentbogige Dielentor hat Torpfosten mit Rankenornamentik und einer Inschrift. Das viergeteilte Torblatt ist mit Verbretterung in Fischgrätmuster geschmückt. Weitere Inschriften sind auf den Schwellen der Obergeschosse angebracht. 
Der traufseitige Anbau stammt aus dem späten 19. Jahrhundert. Es ist ein zweigeschossiger Rähmbau auf Hausteinsockel mit Dielentor. 
Das Haupthaus hat geschichtliche Bedeutung als Längsdielenhaus des 17. Jahrhunderts mit Speicherobergeschoss. Das Nachbargrundstück wurde freigeräumt.  